# Ola Kajbjer
Ola Kajbjer, född 28 mars 1969 i Burlöv, är en svensk fäktare. Han tävlade i florett vid sommar-OS 1988 och 1992. Kajbjer fick ett delat brons i EM 1992 samt SM-guld 1988, 1994 och 1995.